# Uloborus filinodatus
Uloborus filinodatus är en spindelart som beskrevs av Richard Hingston 1932. Uloborus filinodatus ingår i släktet Uloborus och familjen krusnätsspindlar.
Artens utbredningsområde är Guyana. Inga underarter finns listade i Catalogue of Life.